# 梨花女子大学校
梨花女子大学校（イファじょしだいがっこう、朝鮮語: 이화여자대학교、英語: Ewha Womans University）は、大韓民国のソウル特別市西大門区にある私立大学。1886年に韓国初の総合大学として設置された。　大学の略称は梨花女子大、梨大（イデ）。

## 概要
韓国では、ソウル大学校・延世大学校・高麗大学校と共に「ソヨンゴイ」と呼ばれる4大トップの最難関大学の一つである。
源流は1887年、李氏朝鮮・大韓帝国で最初に創設された女学校「梨花学堂」。
大韓民国で最初に誕生した総合大学・女子大学であり、ミッション系。韓国の大学では初めて美術大学、音楽大学、看護学部、薬学部を設立した。 1996年には世界の女子大学の中で初めて工学部を設立した。女子大学としては世界最大規模で、人文・社会科学をはじめ、経済学、法学、自然科学、工学、医学、薬学、美術、音楽、体育などを網羅する総合大学。学部生・大学院生をあわせて約20,000人が在学している。海外81ヶ国996大学を含め、韓国国内の他大学との単位互換制度もある。16カ国126教育研究機関との間で交流提携を結んでいる。韓国では唯一ハーバード大学との協定校である(Ewha-HCAP)。
初代総長はアメリカに留学し、韓国人女性としてはじめて博士号を取得した金活蘭。現総長は金惠淑（キム・ヒェスク、Ms. Kim, Hei Sook Ph.D.）。

## 沿革

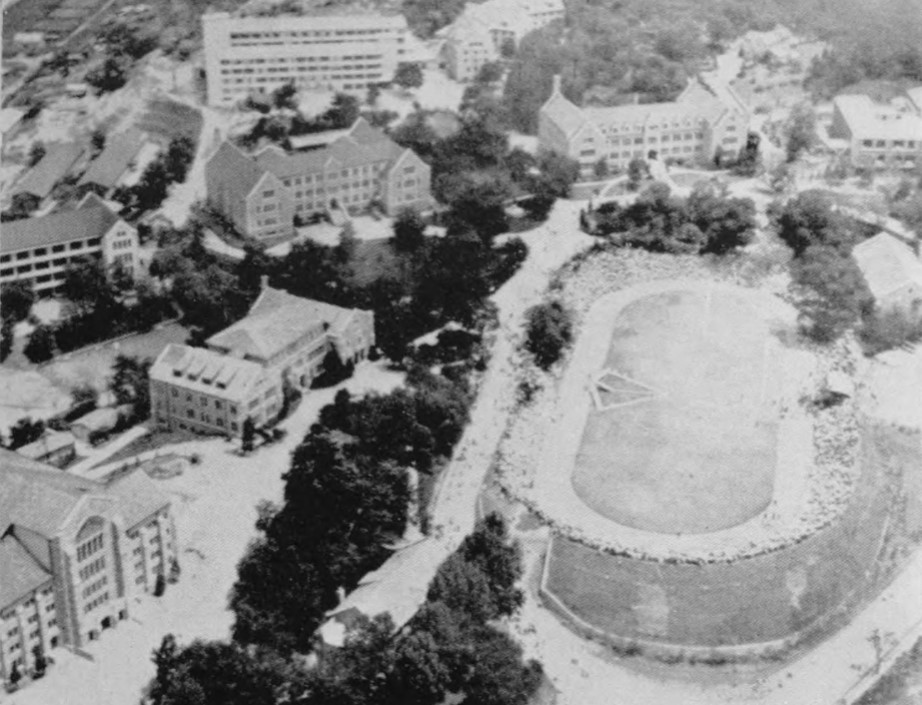
1960年代初めの梨花女子大学校

- 1886年 - 3月31日、アメリカのメソジスト派宣教師、メアリー・F・スクラントン（英語版）が初めて韓国人女子教育の塾「洋国館」を設立。
- 1887年 - 高宗により梨花學堂（イファ・ハクタン、이화학당）と命名。
- 1904年 - 4年制の中学科を設置。現在の梨花女子高等学校の原点となる。
- 1910年（明治43年） - 梨花学堂に4年制の大学科設置。
- 1925年（大正14年）4月24日 - 専門学校令により、大学科は4年制の梨花女子専門學校（이화여자전문학교）に改称、朝鮮総督府から認可。
- 1928年（昭和3年）2月 - 朝鮮総督府告示第55号により、梨花女専の卒業者は、私立女子高等普通学校の教員資格を指定される
- 1935年 - 梨花女子高等普通学校（梨花学園）と梨花保育学校・梨花女子専門学校（梨花学堂）の財団を分離。梨花女子普通学校を廃止し、梨花女子専門学校を新村に移転。
- 1943年 - 「梨花」の名前を除かれ、京城女子専門学校（경성여자전문학교）に改称。修業年限を1年制に短縮
- 1945年10月 - 「梨花」の名称を回復。8学科を有する。
- 1946年8月15日 - 梨花女子専門学校を梨花女子大学校に改編。米軍政当局から梨花女子大学校として認可を受ける（韓国初の総合大学）。
- 1950年 - 4年制中学校と3年制高校を併設し、再び3年制中学校と2年制高校に改編。朝鮮戦争でメインホール消失。
- 1951年 - 釜山に仮校舎を設置し、授業を再開。変わった教育法により、3年制梨花女子中学校と3年制梨花女子高校に改編。
- 1953年 - ソウル特別市へ戻り完全復校。梨花芸術高等学校新設。
- 1955年 - 統一教会事件が発生。
- 1960年 - 新聞学科を設置。初代学科長に李海暢就任。
- 1962年 - 言語教育院を開設し、言語教育を始める。

## 学部
12の単科大学がある。
人文科学大学
- 人文科学部
  - 国語国文学科
  - 中国語中国文学科
  - 英語英文学科
  - 仏語仏文学科
  - 独語独文学科
  - 史学科
  - 哲学科

- キリスト教学部
  - キリスト教科

社会科学大学
- 社会科学部
  - 政治外交学科
  - 行政学科
  - 経済学科
  - 文献情報学科
  - 社会学科
  - 心理学科
  - 消費者学科
  - 社会福祉学科

- コミュニケーション・メディア学部
  - コミュニケーション・メディア学科

自然科学大学
- 数理物理科学部
  - 数学科
  - 統計学科
  - 物理学科

- 化学生命分子科学部
  - 化学・ナノ科学科
  - 生命科学科

エルテック工科大学
- ソフトウェア工学部
  - コンピューター工学科
  - サイバー保安学科

- 次世代技術工学部
  - 電子電気工学科
  - 食品工学科
  - 科学新素材工学科

- 未來社会工学部
  - 環境工学科
  - 建築学科（5年）
  - 気候・エネルギーシステム工学科
  - 建築都市ステム工学科

音楽大学
- 音楽学部
  - 鍵盤楽科
  - 管絃楽科(15種)
  - 声楽科
  - 作曲科
  - 韓国音楽科(器楽 8種、声楽 4種, 理論・作曲)

- 舞踊科

造形芸術大学
- 造形芸術学部
  - 東洋画科
  - 西洋画科
  - 彫塑科
  - 繊維芸術学科
  - 陶磁芸術学科

- デザイン学部
  - 空間デザイン学科
  - 視覚デザイン学科
  - 産業デザイン学科
  - ファッションデザイン学科
  - 映像デザイン学科

- 衣類学科

師範大学
- 教育学科
- 幼児教育学科
- 初等教育学科
- 教育工学科
- 特殊教育学科
- 英語教育学科
- 社会教育学科
- 国語教育学科
- 科学教育学科
- 数学教育学科

法科大学（法学専門大学院設立に伴い募集停止）
- 法学科

経営大学
- 経営学部
  - 経営学科

- 国際事務学科

健康科学大学
- 看護科学部
  - 看護学科

- 体育科学部
  - 体育科学科

- 食品栄養学科
- 保健管理学科

薬科大学
- 薬学科

スクラントン大学
- スクラントン学部
- 国際学部

## 大学院
次の大学院が設置されている。
一般大学院
- 国語国文学科
- 中国語中国文学科
- 英語英文学科
- 仏語仏文学科
- 独語独文学科
- キリスト教科
- 哲学科
- 史学科
- 美術史学科
- 政治外交学科
- 行政学科
- 経済学科
- 文献情報学科
- 社会学科
- 心理学科
- 消費者学科
- 言論・広報・映像学科
- 女性学科
- 児童学科
- 教育学科
- 幼児教育学科
- 初等教育学科
- 教育工学科
- 特殊教育学科
- 英語教育学科
- 社会教育学科
- 国語教育学科
- 科学教育学科
- 数学教育学科
- 言語病理学科
- 経営学科
- 国際事務学科
- 数学科
- 統計学科
- 物理学科
- 化学・ナノ化学科
- 生命・薬学部
- 保健管理学科
- 看護科学科
- 食品栄養学科
- エコ科学部
- バイオ融合科学科
- 脳認知科学科
- コンピューター工学科
- 電子工学科
- 建築学科
- 環境工学科
- 食品工学科
- 大気科学工学科
- デジタルメディア学部
- 音楽学部
- 造形芸術学部
- デザイン学部
- 衣類学科
- 舞踊科
- 体育科学科
- 地域研究協同課程
- 北韓学協同課程
- 生命倫理政策協同課程
- 東アジア学研究協同課程
- 英才教育協同課程
- 行動社会経済学協同課程

専門大学院
- 国際大学院
- 通訳翻訳大学院
- 社会福祉専門大学院
- 経営専門大学院
- 医学専門大学院
- 法学専門大学院

特殊大学院
- 教育大学院
- デザイン大学院
- 神学大学院
- 政策科学大学院
- 公演芸術大学院
- 臨床保健科学大学院
- 臨床歯医学大学院
- 外国語特殊大学院

## 主な出身者
- 孫命順 (大韓民国の第14代大統領金泳三の妻で、元ファーストレディ)
- 金潤玉 (大韓民国の第17代大統領李明博の妻で、元ファーストレディ)
- 玄貞恩 (大韓民国の実業家、現代グループ会長)
- 洪羅玲 (サムスングループ文化財団常務)
- 李明熙 (サムスングループ創設者李秉喆の娘で、サムスングループ会長李健熙の妹、新世界百貨店会長)
- 辛英子 (ロッテグループ重光武雄会長の娘、ロッテ財団の理事長)
- 孫智愛 (韓国国際放送交流財団社長、元CNNのソウル支局長)
- 韓明淑 (大韓民国の37代国務総理、元民主統合党代表)
- 金恩慧 (元文化放送記者、李明博政権で大統領府の元副報道担当者（スポークスマン）)
- 郭珉整 (大韓民国の女性フィギュアスケート選手（女子シングル）)
- 金麗珍 (大韓民国の女優)

## 付属施設
- 梨大付属100周年記念博物館
- 梨花歴史博物館
- 自然史博物館
- 梨大付属モクトン病院
- 梨大付属東大門病院
- 言語教育院（外国人向け朝鮮語教育機関・男女共学）
- 生涯教育院
- リーダーシップ開発院
- 情報通信教育院
- 梨花女子大学校師範大学付属梨花幼稚園
- 梨花女子大学校師範大学付属初等学校
- 梨花女子大学校師範大学付属梨花金蘭中学校
- 梨花女子大学校師範大学付属梨花金蘭高等学校
- 梨花女子大学校併設英蘭女子中学校
- 梨花女子大学校併設メディア高等学校

なお、源流を同じくする梨花女子高等学校とは1943年分離され、直接の関係はない。

## 統一教会事件
世界基督教統一神霊協会（統一教会、現・世界平和統一家庭連合）に学内の教授や女子学生など多数が入信し、その内の10数名が免職、退学処分となった事件。この事件をきっかけに統一教会の実態が一気に明るみに出た。「梨花女子大学事件」とも呼ばれる。
1955年3月24日、統一教会に入信し、大学当局の警告にも従なかった教授、助教授5名が免職処分となる。統一教会は当時から韓国社会で熱心に布教活動を進めており、信者は社会エリート層にも深く浸透していた。大学内にも信者サークルが結成され、信者の教授が学生を積極的に勧誘するなどして、韓国社会でも問題化されていた。特にミッション系大学である梨花大当局はこの事態を重く見て調査を行っていたが、同年5月11日には、14名の学生を退学処分にした。
強硬手段をとった大学当局に対して、当初マスコミや市民からは憲法で保障される「信教の自由」に反するとの批判が向けられたが、退学処分を受けた女子学生のうち数名が文鮮明と肉体関係を持っていた（血分け）のではという噂が広まり、批判の矛先は一気に統一教会とその教祖である文鮮明に向けられ、女子大生を不法監禁したとの嫌疑などで逮捕されたが、告発が取り下げられたため裁判で無罪となった。

## 韓国語教育（言語教育院)
梨花女子大学言語教育院は1962年梨花女子大学付属語学教育機関として設立され、本校の外国語教育を支援するとともに、1988年から外国語としての韓国語教育を開始した。繁華街の新村にある点から外国人留学生には延世大学校 韓国語学堂と肩を並べる人気施設。
新村には梨大のほかに延世大学校、弘益大学校などもあって学生街となっている。
また、梨花（イファ）の発音が、中国語での利発（お金を稼ぐ）の発音と似ているため、中国では学校の正門で写真を撮れば金持ちになるとか娘が良い家に嫁げるという噂が広まり、観光名所となっている。

## 協定校(日本)
交流協定等を締結している主な日本の学術機関は、以下の通り。
- 国際基督教大学
- 京都大学
- 一橋大学
- 日本女子大学
- 津田塾大学
- 筑波大学
- 早稲田大学
- 関西外国語大学
- 慶応義塾大学
- 九州大学
- 明治大学
- 目白大学
- 名古屋大学
- 奈良女子大学
- お茶の水女子大学
- 大分大学
- 大阪女学院短期大学・大阪女学院大学
- 大阪教育大学
- 大阪府立大学
- 大阪経済法科大学
- 大妻女子大学
- 立教大学
- 立命館アジア太平洋大学
- 立命館大学
- 成蹊大学
- 西南学院大学
- 清泉大学
- 千里金蘭大学
- 至学館大学
- 桃山学院大学
- 東北学院大学
- 東京成徳大学
- 東洋英和女学院大学
- 東京女子大学
- 東京外国語大学
- 三重大学
- 宮崎県立看護大学
- 武庫川女子大学
- 山口大学
- 国際教養大学
- 愛知淑徳大学
- 青山学院大学
- 文化学園大学
- 中京大学
- 中央大学
- 同志社大学
- 福岡大学
- 福岡女子大学
- 学習院女子大学
- 広島市立大学
- 法政大学
- フェリス女学院大学
- 恵泉女学園大学
- 神戸女学院大学
- 久留米大学
- 関西学院大学
- 活水女子大学
- 京都産業大学
- 京都女子大学
- 城西大学
- 城西国際大学

## 協定校(日本以外)
交流協定等を締結している主な日本以外の世界の学術機関は、以下の通り。
- ブラウン大学
- コーネル大学
- ハーバード大学
- インディアナ大学
- ニューヨーク大学
- パンテオン・ソルボンヌ大学
- キングス・カレッジ・ロンドン
- マウント・アリソン大学
- 南洋理工大学
- オハイオ州立大学
- 北京大学
- クアラルンプール大学
- カリフォルニア大学
- サンタクルーズ大学
- ブリティッシュコロンビア大学
- エディンバラ大学
- 香港大学
- サウスカロライナ大学
- ウプサラ大学
- オーストラリア国立大学
- ベルリン自由大学
- ゲント大学
- ミルズ大学
- シンガポール国立大学
- トロント大学
- マサチューセッツ大学